# جام جهانی دوچرخه‌سواری پیست
جام جهانی دوچرخه‌سواری پیست (انگلیسی: UCI Track Cycling World Cup) یک سری مسابقات دوچرخه‌سواری پیست است که از سال ۱۹۹۳ به صورت چند مرحله‌ای و فصلی در دو بخش مردان و زنان برگزار می‌شود.

## مسابقات

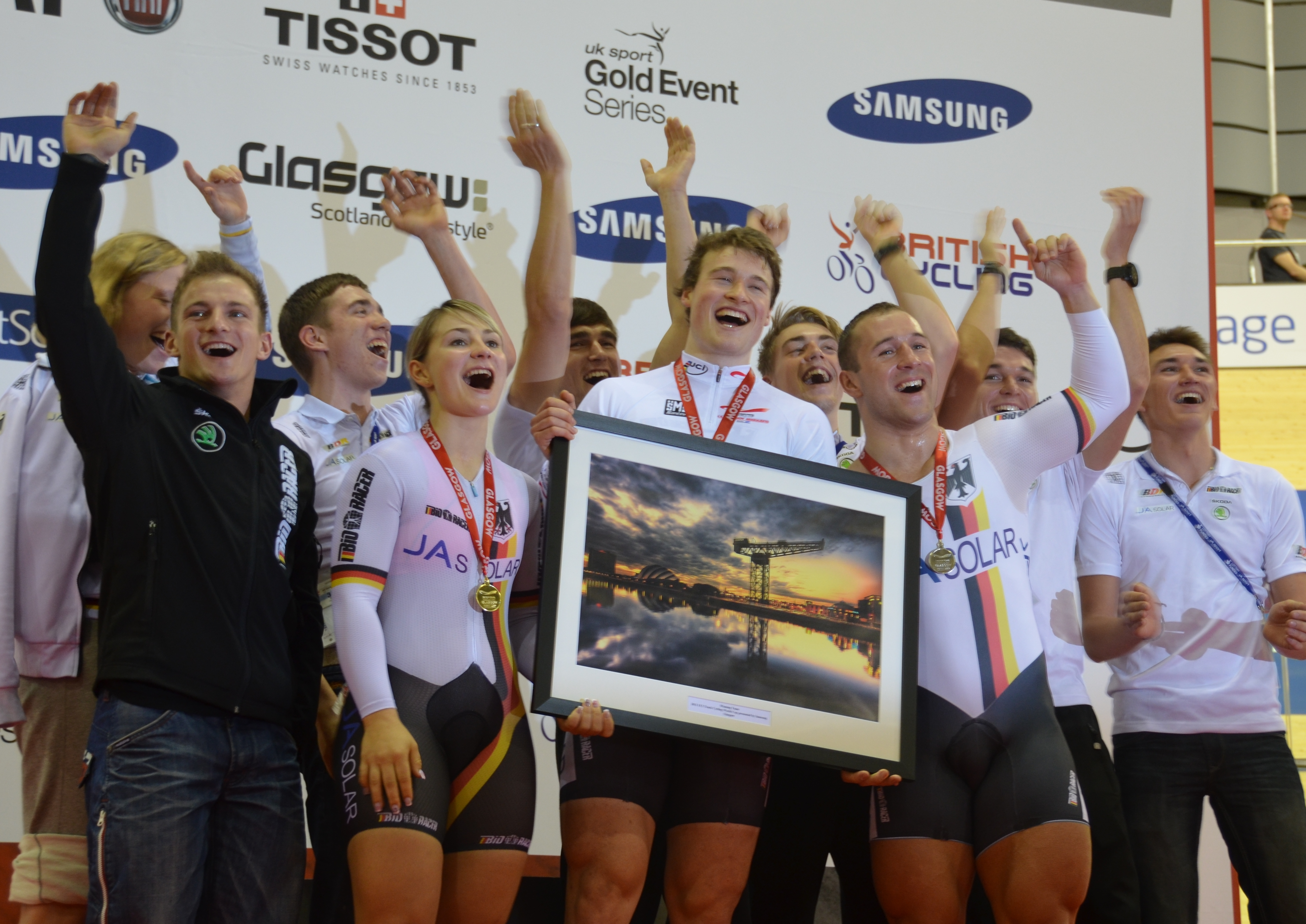
تیم آلمان پس از قهرمانی در ۲۰۱۲–۱۳

مراحل و قهرمانان براساس سال:
| سال     | مرحله | کشور قهرمان         |
| ------- | ----- | ------------------- |
| ۱۹۹۳    | ۲     | Unknown             |
| ۱۹۹۴    | ۴     | Unknown             |
| ۱۹۹۵    | ۶     | Unknown             |
| ۱۹۹۶    | ۵     | Unknown             |
| ۱۹۹۷    | ۶     | Unknown             |
| ۱۹۹۸    | ۴     | Unknown             |
| ۱۹۹۹    | ۵     | فرانسه              |
| ۲۰۰۰    | ۵     | Unknown             |
| ۲۰۰۱    | ۵     | Unknown             |
| ۲۰۰۲    | ۵     | ایالات متحده آمریکا |
| ۲۰۰۳    | ۴     | آلمان               |
| ۲۰۰۴    | ۴     | آلمان               |
| ۲۰۰۴–۰۵ | ۴     | هلند                |
| ۲۰۰۵–۰۶ | ۴     | هلند                |
| ۲۰۰۶–۰۷ | ۴     | هلند                |
| ۲۰۰۷–۰۸ | ۴     | هلند                |
| ۲۰۰۸–۰۹ | ۵     | آلمان               |
| ۲۰۰۹–۱۰ | ۴     | آلمان               |
| ۲۰۱۰–۱۱ | ۴     | فرانسه              |
| ۲۰۱۱–۱۲ | ۴     | آلمان               |
| ۲۰۱۲–۱۳ | ۳     | آلمان               |
| ۲۰۱۳–۱۴ | ۳     | بریتانیای کبیر      |
| ۲۰۱۴–۱۵ | ۳     | آلمان               |
| ۲۰۱۵–۱۶ | ۳     | بریتانیای کبیر      |
| ۲۰۱۶–۱۷ | ۴     |                     |